# Otto Volk
Otto Volk (Neuhausen (Fildern), 13 de julho de 1892 — Wurtzburgo, 21 de março de 1989) foi um matemático, astrônomo e mecenas alemão.